# 下察隅镇
下察隅镇（藏語：རྫ་ཡུལ་རོང་སྨད།，威利转写：rdza yul rong smad，THL：Dzayül Rongmé）是中国西藏自治区察隅县下辖的一个镇，位于县境南部，是察隅县的边境镇之一，东南与缅甸相邻，西南与印度实际控制区接壤。1966年之前为桑昂曲宗、桑昂曲县的政治中心。1966年，桑昂曲县更名为察隅县后，县城改治竹瓦根镇。
下察隅镇积1215.07平方公里，2005年人口5389人，其中农牧民4589人。下辖18个村委会：日玛村、拉丁村、塔玛村、巴安通村、新村、夏尼村、塔林村、扎巴村、共同村、自更村、松古村、沙玛村、竹尼村、嘎腰村、宗古村、嘎堆嘎美村、京都村、沙琼僜人村。其中沙琼僜人村的主要居民僜人是中国未识别民族之一。
下察隅镇是边防重地。1962年，这里曾经是中印战争的战场之一。解放军一度沿察隅河谷攻占瓦弄等印占地区，但随后宣布撤军。印度于1963年起重新控制麦克马洪线以南的土地。现今，中印实际控制线位于沙玛村以南3公里的沙玛前哨，双方沿嘎灵公山一线布防。
下察隅镇政府驻地海拔约1520米。